# 魯德尼亞-奧澤良西卡
51°16′39″N 28°3′53″E / 51.27750°N 28.06472°E
魯德尼亞-奧澤良西卡（烏克蘭語：Рудня-Озерянська），是烏克蘭北部的村莊，隸屬日托米爾州的科羅斯滕區。該村始建於1919年，面積1.12平方公里，海拔高度184米，2001年人口223，人口密度每平方公里199.11人。